# زينب بيشيفا
زينب بيشيفا ((بالباشقيرية: Зәйнәб Биишева)‏، الاسم الحقيقي زينب عبد الله بيشيفا، 15 يناير 1908 - 24 أغسطس 1996)، كانت شاعرة وكاتبة وكاتبة مسرحية باشكيرية.

## إبداع

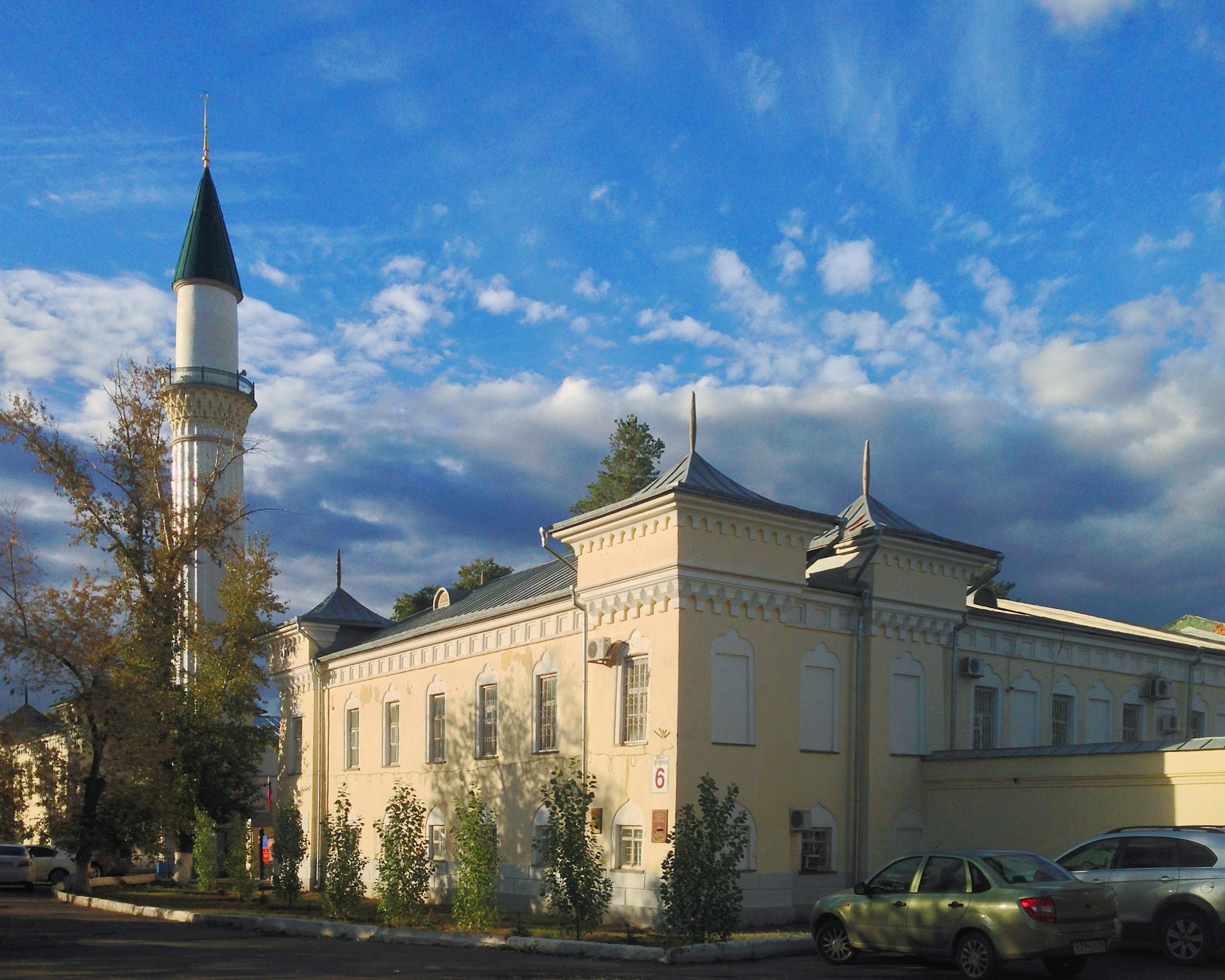
هذه صورة لأحد مواقع التراث الثقافي في روسيا

تم نشر أول كتاب لها بعنوان «الصبي الفدائي» عام 1942. 
عضو في اتحاد الكتاب منذ عام 1946. منذ عام 1951 - كاتبة محترفة. 
في عام 1990 حصلت على لقب «كاتب الشعب في باشكورستان». 
نُشر أكثر من 60 من كتبها بلغات شعوب روسيا والعالم. 
تنوعت زينب بيشيفا في الكتابة بأنواعها المختلفة. صاغت العديد من الأعمال للأطفال والشباب، بما في ذلك مسرحية «الصداقة» ورواية «فلنكن أصدقاء»، وعشرات القصائد والحكايات. انها بمثابة آية غنائية غرامية في قصة «غوليمال». قصيدة «المونولوج الأخير لسلافات» (1984) مكرس للكشف عن صورة البطل الوطني سلافات يولاييف. الأعمال الدرامية «ماجيك كوراي» (1957)، «الحلقة الغامضة» (1959)، «جولبادار» (1961)، «النذر» (1966)، «زولهزه» (1981) حققت نجاحًا كبيرًا لم يأت فقط على خشبة المسرح الدراما المسرحية الأكاديمية جمهورية باشكير، ولكن المسارح وخارجها. 
عملت زينب بيشيفا بشكل مثمر في أنواع السرد والقصة والحكاية. أشهرها هي «كانهيليو» (1949)، «رجل غريب» (1960)، «أين أنت يا جولنيسا؟» (1962)، «دوما دوما» (1963)، «الحب والكراهية» (1964). 
في نفوسهم، تثير مشاكل الفلسفية العلاقة بين الفرد والمجتمع، ويخلق صورا حية للمرأة الباشكورية. أهم أعمال زينب عبداللوفنا - ثلاثية «النور»، والتي تشمل روايات «الإذلال» (1956-1959)، «الإيكا الكبير» (1965-1967)، «إيمشيف» (1967-1969). ترجمت اللغة الباشكيرية «تاراس بلبا» من تأليف ن. غوغول، «بيزين ميدو» لإيفان تورجنيف، «تيمور وفريقه» غايدار، «صديقي العزيز»، ل. كاسيليا، قصص تولستوي، س. أكساكوفا، أ. تشيخوف، غوركي. 

## ثلاثية «نحو النور» («قصة حياة واحدة»)
ثلاثية زينب بيشيفا (1956-1969) - نتيجة لسنوات عديدة من العمل الإبداعي والأفكار العميقة «حول وقت الحياة». في الروايات، المدرجة فيها، أثبت المؤلف أنه «سيد نطاق الملحمة من الواقع» (أ. جورافليف). في وسط الأعمال - مصير شعب الباشكير في التوتر، نقطة تحول في التاريخ. يغطي نشاطهم السنوات التي سبقت الحرب العالمية الأولى، الحرب الأهلية، الجماعية. 
البطلة الرئيسية للقصة الثلاثية الموحدة هي Gulemesh (اميشيف)، الذي يترجم اسمه من الباشكيرية «الوردة البرية» («التوت»). وبهذه الطريقة اختتمت بلا شك ملامح السيرة الذاتية، لكن في الوقت نفسه تمكنت من إظهار ز. بيشيفا أنها مثال عن ما تتميز به النساء الباشكيرات، شجاعتهم، وثباتهم، وقوة روحهم، وشعرهم. أيضا مكان عظيم في الروايات المخصصة لصورة عالم الطفولة، وتشكيل الشخصية. 
ميزت أحداث كثيرة حياة اميشيف: وفاة والدتها، والحياة في منزل به زوجة الأب قاسية، ووفاة والدها وشقيقتها الكبرى جانز. ولكنها ليست بطلة منحنية. تظهر من الصفحات الأولى من الرواية ضربات التمرد للمصير حيوي. نظرًا لأن أعمالها الفنية الشعبية، فإن إيمشيف تحب الطبيعة، وتشعر بكلمة جمال الموسيقى الشعبية. كونها طالبة، تذهب رئيسة في فصل دراسي، وتتضمن المحاضرات، والعمل الاجتماعي، وقراءة الكتب، وإبداعك الخاص. البطلة المفضلة تعيش بيشيفا مشبعة الحياة العاطفية. 
في أول رواية ثلاثية («إذلال») صورت حياة الباشكير بفترة ما قبل الثورة. في المقدمة هو موضوع شخص صغير محروم اجتماعيًا. كما قال الباحث بايلوف (R. Baimov)، «رخاوة روائية ملحمية تسمح بعرض واسع في رواية الحياة والعادات، والعلاقات الأسرية الاجتماعية والحميمة، والتقاليد الاجتماعية والاتجاهات الجديدة». 
الاستمرارية المنطقية لـ «الإذلال» هي رواية «الكبيرة أيكا» (خيار الباشكير يسمى «الصحوة»). لديها ميزات المنتج التاريخي والثوري. بينما تركز زينب بيشفا اهتمامها الرئيسي بالأحداث التي تحدث في قرية باشكيرية طبيعية بدلاً من صفوف الأحمر والأبيض. يمكن رؤية التاريخ هنا من خلال عقلية الفلاحين وطريقة الحياة. 
رواية «إيمش» كرست شباب البطل. يتم نقل العمل جزءا كبيرا من المنتج إلى أورينبورغ. يعكس عملها الأحداث الصاخبة في العقدين 20-30، مع وجود بعض المثالية للعصر.